# 성균관대학교 삼성창원병원
성균관대학교 삼성창원병원은 경상남도 창원시 마산회원구 팔용로 158에 위치한 상급종합병원이다. 삼성서울병원, 강북삼성병원과 함께 삼성그룹 계열의 의료기관이며 3개 병원은 긴밀한 협력체계로 운영되고 있다.

## 개요
1981년 3월 16일, 서울고려병원(現 강북삼성병원) 황태식 산부인과 부장을 마산고려병원 초대 원장으로 선임하며, 경남 최초의 현대식 종합병원 마산고려병원이 개원했다. 이어 1994년 12월 1일 삼성의료원으로 편입, 1995년 6월 1일 삼성의료원 마산삼성병원으로 명칭을 변경했다.
2000년 3월 1일 보건복지부로부터 경남권역 응급의료센터로 지정, 원활한 정보 전달체계 구축을 위해 응급의료정보센터 1339 통신망을 개통해 중증환자 응급치료를 책임지게 됐다.
2010년 7월 1일 삼성의료원 마산삼성병원에서 학교법인 성균관대학교 삼성창원병원으로 법인전환, 성균관대학교 삼성창원병원으로 명칭 변경, 인구 108만 통합 창원시의 첫번째 대학병원으로 탄생했다. 2013년 4월 1일에는 창원시 최초로 방사선종양학과를 신설했다.
이후 2016년 7월 15일, 마산고려병원으로 문을 연 지 35년 만에 새 본관을 개원했다. 새 본관은 지하 6층, 지상 9층, 연면적 2만 7,120평 규모로 환자 중심적 설계에 초점, 외래를 내원하는 환자의 이동 동선을 최소화한 센터형 외래를 선보였다. 소화기센터·심장혈관센터·뇌신경센터 등 질환별로 구성된 센터형 외래에서 의료진의 유기적인 진료와 협진을 바탕으로 검사 및 시술이 원스톱으로 이뤄졌다.
2021년 1월 1일, 성균관대학교 삼성창원병원이 보건복지부 발표에 따라 창원시 최초로 '상급종합병원'에 지정 및 운영된다. 상급종합병원은 보건복지부가 지정하는 국내 의료체계 중 최상위 의료기관으로 당국의 엄격한 기준에 따라 3년마다 평가를 시행해 지정 또는 재지정한다. 각종 암, 심·뇌혈관 질환 등 중증질환을 전문적으로 치료하는 종합병원 중 진료는 물론 수련의 교육, 인력, 병원 시설 및 환경, 첨단 의료장비, 의료서비스 수준 등 총 12개의 평가 기준을 충족한 우수 병원에게만 상급종합병원의 자격이 주어진다.

## 진료과 및 특성화센터

### 일반 진료과
소화기내과, 순환기내과, 호흡기내과, 내분비내과, 신장내과, 혈액종양내과, 류마티스내과, 감염내과, 외과, 흉부외과, 신경외과, 정형외과, 성형외과, 피부과, 산부인과, 소아청소년과, 신경과, 정신건강의학과, 비뇨의학과, 안과, 이비인후과, 가정의학과, 재활의학과, 마취통증의학과, 응급의학과, 직업환경의학과, 영상의학과, 방사선종양학과, 핵의학과, 진단검사의학과, 병리과, 치과

### 특성화센터
암센터(소화기센터, 위암센터, 유방·갑상선암센터 등), 심장혈관센터, 뇌신경센터, 로봇수술센터, 경남권역응급의료센터, 진료협력센터, 감염병대응센터, 신생아집중치료지역센터, 종합건진센터, 건강증진센터

1. 암센터
- 토탈케어 서비스 제공
- 최신 의료기술 도입 및 시행
- 다학제 진료 시스템 도입

1-1. 소화기센터
삼성창원병원 소화기센터는 건강보험심사평가원이 실시하는 위암 적정성 평가 6회 연속, 대장암 적정성 평가에서 5회 연속 1등급(2024년 기준)으로 선정됐다. 초음파내시경, 캡슐내시경 등 정확한 진단을 위한 진단내시경과 대장용종절제술, 담석제거술, 소화관 협착 환자의 스텐트 삽입술을 적극 시행하고 있다. 특히, 조기 위암 및 대장암을 수술하지 않고 내시경으로 치료하는 점막하 박리술과 환자의 후유증을 최소화하는 외과적 수술기법을 도입해 선진화 된 의료서비스를 제공하고 있다.
- 췌담도 전용 고해상도 디지털 내시경 '스파이글래스 DS' 도입 (2022)
- 신의료기술, 담관협착을 동반한 담관종양 고주파 열치료술 성공 (2022)
- TARE(경동맥 방사선색전술) 성공 (2024)
- 신의료기술, 홀뮴레이저 쇄석술을 이용한 경구 담관 결석 제거술 성공 (2024)

1-2. 위암센터
삼성창원병원 위암센터는 위암의 조기 진단과 치료를 위해 최고 수준의 의료진으로 구성되어 있다. 외과, 소화기내과, 혈액종양내과, 방사선종양학과, 영상의학과, 병리과 등 각 분야의 전문의와 전문 간호사로 이뤄진 위암센터는 긴밀한 협진 시스템을 통해 빠르고 정확한 진단 및 다양한 치료를 시행함으로써 최상의 진료 서비스를 제공하고 있다.
- 위암 수술 명의 김성 교수 영입 (2020)
- 위종양 수술 1,000예 달성 (2023)

1-3. 유방·갑상선암센터
삼성창원병원 유방·갑상선암센터는 환자와의 지속적인 커뮤니케이션을 통해 암 치료를 넘어 환자의 불안함까지 치료하고자 한다. 유방·갑상선암센터는 외과, 이비인후과, 내분비내과, 혈액종양내과, 방사선종양학과 등 전문의들이 모여 진단부터 치료까지 다학제 협진 진료체계를 구축해 환자 개개인에 맞는 최적의 치료를 제공하고 있다.
- 부산·경남 지역 최초 경구 갑상선 로봇수술 성공 (2017)
- 국내 최초 로봇 유방암 보존절제술 성공 (2019)
- 부산·울산·경남 지역 최초 로봇 유방 전절제 및 동시 재건술 성공 (2019)
- 부산·경남 최초 '갑상선암 다빈치 SP 로봇수술' 성공 (2022)
- 부산·울산·경남 최초 '다빈치 SP 로봇 유방 전절제 및 동시 재건술' 성공 (2022)
- 부산·울산·경남 최초 다빈치 SP 액와부 접근 유방암 로봇수술 성공 (2022)
- 부산·울산·경남 최초 '다빈치 SP 로봇 유방 전절제 및 동시 재건술 참관센터' 지정 (2023)
- 일본 후지타의과대학 의료진 대상 다빈치 SP 로봇 유방 전절제 및 동시 재건술 참관 교육 (2023)
- 부산·울산·경남 최초 '경구 로봇 갑상선 수술 참관센터' 지정 (2024)
- 국내 최초 美 인튜이티브 서지컬사와 로봇 유방 보존절제술 공동 연구 (2024)

1-4. 장기이식센터
간 이식 수술에 대한 시스템을 꾸준히 구축해 온 삼성창원병원 장기이식센터는 2023년 3월 간 이식 수술의 개척자이자 최고 권위자인 조재원 교수가 합류하면서 급성장했다. 우수한 전문의와 마취팀을 포함한 최고의 수술팀을 바탕으로 환자와 보호자, 그리고 기증자 모두 만족하는 서비스를 제공하기 위해 오늘도 최선을 다하고 있다.
- 간이식 수술 10예 달성(2023)
- 간이식 수술 20예 달성(2024)
- 간이식 수술 30예 달성(2024)

2. 심장혈관센터
삼성창원병원 심장혈관센터는 1986년 경남 지역 최초로 심장수술에 성공했다. 이후 미국 굿 사마리탄 병원 심장센터와의 교류를 통해 지역 최초 심장센터를 개설해 선진 의료 기술을 도입했다. 2009년에는 전국 심장특성화센터 중 유일하게 보건복지부 장관으로부터 응급의료유공자 표창을 수상하면서 심장질환 치료의 우수성을 인정받았다. 영상의학과 중재적 시술과 흉부외과의 수술을 병행하는 하이브리드 수술을 시행하는 등 앞선 시스템으로 지역 심장질환 치료를 선도하고 있다.
- 경남 지역 최초 심방세동 치료 위한 '냉각풍선절제술' 장비 도입 (2022)
- 심혈관질환 권위자 김덕경 교수 영입 (2022)
- 혈관초음파검사실 오픈 (2022)
- TAIV(경피적 대동맥판막치환술) 10예 달성 (2024)
- TAIV(경피적 대동맥판막치환술) 20예 달성 (2024)

3. 뇌신경센터
삼성창원병원 뇌신경센터는 신경과, 신경외과, 영상의학과, 재활의학과, 응급의학과 등 관련 진료과 의료진의 협진 체계로 운영되고 있으며 전용 MDCT, MRI, 3차원 혈관조영촬영기를 비롯한 내비게이션 수술 시스템 등 우수한 의료 서비스를 제공하고 있다. 건강보험심사평가원이 실시하는 급성기 뇌졸중 평가에서 9회 연속(2024년 기준) 1등급 의료기관으로 선정되었으며, 뇌졸중 전문치료실 및 뇌혈관 내 수술 인증 의료기관으로 선정되어 뇌질환 치료의 우수성을 인정받고 있다.
- 뇌종양 수술 1,000예 달성 (2020)
- 삼성창원병원 신경외과-DGIST 뉴바이올로지학과 MOU 체결 (2022)

4. 로봇수술센터
삼성창원병원은 로봇수술을 위한 전용 수술실을 갖추고 비뇨의학과, 외과, 산부인과, 흉부외과 등 총 17명의 전문 의료진으로 구성된 전담 로봇수술센터를 운영하고 있다.
- 2017년 12월 01일: 최첨단 로봇수술기 '다빈치Xi' 도입
- 2018년 11월 02일: 로봇수술 100예 달성
- 2019년 08월 01일: 비뇨의학과 로봇수술 100예 달성
- 2019년 11월 13일: 외과 로봇수술 100예 달성
- 2020년 07월 10일: 산부인과 로봇수술 100예 달성
- 2020년 09월 07일: 로봇수술 500예 달성
- 2021년 01월 20일: 외과 로봇수술 200예 달성
- 2021년 05월 13일: 비뇨의학과 로봇수술 300예 달성
- 2021년 12월 13일: 로봇수술 1,000예 달성
- 2021년 12월 20일: 부산·경남 최초 단일공 로봇수술기 '다빈치 SP(Single Port)' 도입
- 2022년 07월 21일: 다빈치 SP 로봇수술 100예 달성
- 2022년 11월 18일: 로봇수술 1,500예 달성
- 2023년 10월 10일: 로봇수술 2,000예 달성
- 2024년 09월 03일: 로봇수술 2,500예 달성

5. 경남권역응급의료센터
삼성창원병원은 2000년부터 응급환자 치료를 위한 최적의 시스템을 갖추고 경남권역응급의료센터를 운영하고 있다. 2012년에는 지역 내 응급환자의 치료와 효과적인 응급상황 대응 교육활동 등의 공로를 인정받아 보건복지부 장관 표창을 수상했다.

## 연혁

#### 1980년대
- 1981년 3월 16일: 마산고려병원 개원 (16개 진료과 200병상)
- 1985년 12월 7일: 경남 최초 CT 도입
- 1986년 3월 1일: 인공신장실 개설
- 1986년 5월 28일: 심장센터 개설
- 1989년 1월 27일: 경남 최초 불임센터 개설
- 1989년 4월 21일: 종합건진센터 개설

#### 1990년대
- 1992년 5월 1일: 경남 최초 MRI 가동
- 1994년 12월 1일: 삼성 그룹 편입
- 1995년 6월 1일: 마산삼성병원으로 병원명 변경
- 1997년 2월 1일: 성균관대학교 의과대학 교육병원 지정
- 1997년 6월 2일: 외래동, 병동 증축 (612병상)
- 1998년 11월 5일: 외상환자 전문치료센터 지정 (보건복지부)

#### 2000년대
- 2000년 3월 17일: 경남권역응급의료센터, 모자보건센터 개관 (704병상)
- 2000년 8월 25일: 경남권역응급의료정보센터 1339통신망 개통
- 2003년 12월 18일: 경남 최초 뇌동맥류 수술성공 1000례 달성
- 2006년 8월 16일: 중증환자 집중치료실 확장 개소
- 2006년 11월 1일: 경남 최초 디지털 심장혈관조영촬영기 도입
- 2009년 12월 3일: 심장특성화센터 응급의료유공자 표창 (보건복지부 장관)

#### 2010년대
- 2010년 4월 8일: 보건복지가족부 지정 3대 중증응급질환 특성화센터 선정
- 2010년 7월 1일: 학교법인 성균관대학교 삼성창원병원으로 법인 전환, 성균관대학교 삼성창원병원으로 병원명 변경
- 2011년 6월 22일: 보건복지부 의료기관 인증
- 2013년 1월 3일: 뇌졸중 집중치료실 개소
- 2013년 4월 1일: 창원시 최초 방사선종양학과 신설
- 2014년 1월 6일: 신생아 집중치료 지역센터 개소
- 2015년 1월 9일: 경남 최대 규모 수면다원검사실 개소
- 2016년 7월 15일: 새 본관 개원
- 2017년 4월 3일: 권역응급의료센터 증축 및 리모델링 오픈
- 2017년 12월 1일: 로봇 수술기 Intuitive Surgical 다빈치 Xi 도입
- 2018년 2월 1일: NGS 유전체 검사실 개소
- 2019년 2월 12일: 방사선종양학과 신환자 치료 3,000예 달성
- 2019년 9월 2일: 안면인식 키오스크 시범 도입
- 2019년 12월 13일: 간호·간병 통합 서비스 확대 운영

#### 2020년대
- 2020년 7월 23일: 뇌종양 수술 1,000예 달성
- 2020년 8월 12일: 삼성창원병원-창원시 의료협약 체결
- 2020년 9월 1일: 스마트 헬스케어 데이터 센터 구축 및 운영
- 2021년 1월 1일: 창원시 최초 상급종합병원 지정 및 운영 (보건복지부)
- 2021년 2월 9일: 삼성창원병원-삼성서울병원 암교육센터 유방암 환자 대상 온라인 교육 시행
- 2021년 3월 16일: 개원 40주년
- 2021년 3월 16일: 삼성창원병원-서울대학교병원 의료용 중입자가속기 협력 MOU
- 2021년 4월 7일: 삼성창원병원-창원시-마산대학교 임상시험 연구인력 양성사업 MOU
- 2021년 6월 29일: 삼성서울병원 출신 명의 대거 영입 (지역의료 경쟁력 강화)
- 2021년 8월 4일: 경남 최초 골전도 보청기 이식수술 성공
- 2021년 11월 29일: 삼성창원병원-삼성 희망디딤돌 경남센터 의료지원 협약 MOU
- 2021년 11월 29일: 경상남도 아토피·천식 교육정보센터 위탁운영
- 2021년 12월 1일: 내시경 귀수술 100예 달성
- 2021년 12월 14일: 로봇수술 1,000예 달성
- 2021년 12월 20일: 부산·경남 최초 단일공 로봇수술기 다빈치 SP(Single Port) 도입

## 같이 보기
- 삼성의료원
- 삼성강북병원
- 삼성서울병원
- 성균관대학교